# Jorge Cubero
Pour les articles homonymes, voir Cubero (homonymie).
Cubero  Gálvez est un nom espagnol. Le premier nom de famille, en général paternel, est Cubero ; le second, en général maternel, souvent omis, est Gálvez.
Jorge Cubero Gálvez (né le 6 novembre 1992 à Baena) est un coureur cycliste espagnol, professionnel entre 2016 et 2020 chez Burgos BH.

## Biographie
Au moment d'aborder sa première saison chez les espoirs (moins de 23 ans) en 2011, Jorge Cubero décide de mettre sa carrière entre parenthèses, afin de se consacrer pleinement à ses études d'ingénieur. Il ne refait son retour à la compétition qu'en 2013. 
En 2015, sous les couleurs de l'équipe Bicicletas Rodríguez-Extremadura, il se distingue en obtenant plusieurs places d'honneur. Lors des championnats d'Espagne, il termine deuxième du contre-la-montre puis cinquième de la course en ligne, en catégorie dite "élite" (amateur). Au mois de septembre, il remporte la dernière étape et termine neuvième du Tour de Galice. 
Il passe professionnel en 2016 dans l'équipe continentale Burgos BH. Pour cette première année à ce niveau, il obtient ses meilleurs classements sur le Tour de La Rioja (17e) et le Circuit de Getxo (22e). 
Il est conservé par Burgos BH en 2018, qui acquiert le statut d'équipe continentale professionnelle. Au mois d'août, il est sélectionné par sa formation pour disputer le Tour d'Espagne. Il participe à nouveau à la Vuelta en 2019.
Fin 2020, il arrête sa carrière de coureur à 28 ans, pour se consacrer à sa carrière d'ingénieur.

## Palmarès

### Par année
- 2015
  - 3e étape du Tour de Galice
  - 2e du championnat d'Espagne du contre-la-montre "élites"

### Résultats sur les grands tours

#### Tour d'Espagne
2 participations
- 2018 : 89e
- 2019 : 136e

### Classements mondiaux
| Année           | 2017   |
| --------------- | ------ |
| UCI Europe Tour | 1 670e |